# Sascha Baggerman
Sascha Baggerman (Leidschendam, 3 juni 1976) is een Nederlandse PvdA-politica, bestuurster en organisatieadviseur. 

## Biografie
Baggerman werd op 16-jarige leeftijd lid van de Jonge Socialisten in de PvdA. In Zoetermeer hielp zij mee aan de oprichting van een jongerenraad. Op 21-jarige leeftijd werd ze lid van de PvdA. Bij de PvdA op Texel is zij gedurende vier jaar lid geweest van bestuur. Ze studeerde bestuurskunde van 1996 tot 2003 aan de Erasmus Universiteit Rotterdam en werkte van 2001 tot 2007 bij de gemeente Texel als (senior) beleidsadviseur en projectmanager.
Van 2007 tot 2011 was Baggerman lid van de Gedeputeerde Staten van Noord-Holland. Zij was daarmee de jongste gedeputeerde ooit in deze provincie. In haar portefeuille had zij jeugd, wonen en cultuur. Zij was van 2003 tot 2007 en in 2011 lid van de Provinciale Staten van Noord-Holland. In september 2009 kwam Baggerman in opspraak door het starten van de studie Master of Public Administration aan de NSOB. De ophef kwam voort uit het feit dat deze 50.000 euro kostende opleiding volledig zou worden gefinancierd uit publieke middelen. Naar aanleiding van de commotie maakte Baggerman bekend de kosten van de opleiding zelf op zich te willen nemen.
Na gedeputeerde te zijn geweest was zij van 2011 tot 2012 programmaleider bij het CAOP en werd zij in 2013 directeur van ROP Nederland en eigenaar van BGGRMN Advies. Daarnaast was zij actief als toezichthouder en commissaris en was zij voorzitter van Bevrijdingspop. Van 7 april 2020 tot 9 juni 2022 was Baggerman werkzaam als wethouder van Culemborg. Zij volgde hiermee wethouder S. Buwalda op. Haar portefeuille was Zorg en welzijn, Wet maatschappelijke ondersteuning (Wmo), Jeugd- en ouderenbeleid, Diversiteit en integratie, Volksgezondheid, Inburgering, Beschermd wonen en Democratisch akkoord. Nadien werd zij senior adviseur bij B&T.
Baggerman is geboren in Leidschendam en getogen in Zoetermeer. Tijdens haar studie woonde zij in Rotterdam. Later woonde zij op Texel, in Haarlem en Driehuis. Ze is gehuwd en moeder van een dochter en zoon.